# Opio en las nubes
Opio en las nubes es una novela del escritor colombiano Rafael Chaparro Madiedo.

## Trama
La historia es contada por tres narradores, en un mundo paralelo que recrea la fantasía de una época surrealista enmarcada en una ciudad tan propia como la Bogotá de esos años. El libro incursiona en la experimentación con el lenguaje, lo que lleva a una narración psicodélica, rápida, relacionada con la narrativa cinematográfica, con el montaje teatral y con la constante desolación que allí impera.
La historia se centra en el estilo de vida de distintos personajes cuyas historias reflejan las marcas de su personalidad y la razón por la que ahora se reflejan en las drogas, los bares y el amor hacia el ideal de existir.
La novela de Rafael Chaparro Madiedo obtuvo el Premio Nacional de Literatura 1992 y en 1999 fue reeditada por la Editorial Babilonia.
El libro fue adaptado en 1995 por Fabio Rubiano, para el Teatro Internacional. Actualmente se desarrolla una versión para el cine de Opio en las nubes producida por CAJANEGRA con guion de Ricardo Abdahllah.
La historia está enmarcada en una ciudad ficticia, que en varios elementos evoca a la natal Bogotá del autor, solo que esta tiene mar y múltiples bares que en la realidad no existen.

## Personajes
- Pink Tomate
- Amarilla
- Sven
- Gary Gilmour
- Max
- Marciana
- Lerner
- Altagracia
- El viejo Job
- Daisy
- Highway 34
- Monroe
- Laurencio
- PielRoja
- La Babosa
- Oliver
- Marta
- Alaian

## Capítulos
CAPÍTULO 1: PINK TOMATE
CAPÍTULO 2: UNA AMBULANCIA CON WHISKY
CAPÍTULO 3: UNAS BABITAS, DOS BABITAS
CAPÍTULO 4: LOS OJOS DE GARY GILMOUR
CAPÍTULO 5: EL ALIENTO DE MARILYN
CAPÍTULO 6: LLUVIA TRIP TRIP TRIP
CAPÍTULO 7: ÁNGEL DE MI GUARDA
CAPÍTULO 8: HELGA LA ARDIENTE BESTIA DE LAS NIEVES
CAPÍTULO 9: OPIO EN LAS NUBES
CAPÍTULO 10: LA SUCIA MAÑANA DE LUNES
CAPÍTULO 11: CAFÉ NEGRO PARA LAS PALOMAS
CAPÍTULO 12: DC -3 ESPINACAS DE MAYO
CAPÍTULO 13: ALABIMBOMBAO
CAPÍTULO 14: LOS DÍAS OLÍAN A DIÉSEL CON DURAZNO
CAPÍTULO 15: UNA LÓGICA PEQUEÑA
CAPÍTULO 16: CIELITOS RESTRINGIDOS
CAPÍTULO 17: RUTA 34 A MEISSEN
CAPÍTULO 18: JIRAFAS CON LECHE

## Crítica Literaria
1. Luz Mary Giraldo, en su libro Ciudades Escritas (2001), propone una interesante conversación sobre la ciudad, la noche y el ruido que se hallan dentro de la obra literaria de Chaparro Madiedo.
2. Juan Manuel Silva propuso una importante crítica sobre esta obra. Su texto: Opio en las nubes y otras novelas ácidas apareció en la revista Gaceta número 29 en Bogotá. Con el apoyo de Colcultura en el año 1995.
3. Heidy Viviana Espitia Sandoval & Fabiola Gil Velosa, proponen una perspectiva analítica sobre el discurso literario y en lenguaje musical de Chaparro Madiedo. Ellas presentan una tesis para optar a la Licenciatura de Lengua Castellana titulada: El lenguaje musical en la obra opio en las nubes de Rafael Chaparro Madiedo en el año 2010 en la Corporación Universitaria Minuto de Dios.
4. El docente e investigador Felipe Moreno Perdomo propuso; en el marco de las II Jornadas de Literatura Comparada que tuvieron lugar los días 27, 28 y 29 de marzo de 2019 en el Instituto Caro y Cuervo en Bogotá, un análisis literario bajo la óptica del post-modernismo literario y filosófico.
5. Arias, Albeiro. “La ciudad de los sujetos liminales: Una aproximación a la novela Opio en las nubes de Rafael Chaparro Madiedo” EN:  Ensayistas contemporáneos: Aproximaciones a una valoración de la literatura latinoamericana. Bogotá: Biblioteca Libanense de cultura, 2011. 234 p. Vol. 7. ISBN 978-958-8198-76-7